# École supérieure d’ingénieurs en génie électrique
Die ESIGELEC (ehemals École supérieure d’ingénieurs en génie électrique) ist eine französische Ingenieurschule mit Sitz in Rouen, die 1901 gegründet wurde. Sie ist Teil der besten französischen akademischen Institutionen, die als Grandes écoles bekannt sind und auf Ingenieurwissenschaften und Naturwissenschaften spezialisiert sind.
ESIGELEC ist eine der wenigen französischen Schulen, die über ein eigenes Forschungszentrum verfügt. Im Jahr 2001 wurde das Forschungsinstitut für eingebettete elektronische Systeme (vom französischen Institut de Recherche en Systèmes Electroniques Embarqués, IRSEEM) gegründet, ein auf eingebettete Systeme spezialisiertes Forschungslabor. 2010 erfolgt die Grundsteinlegung einer hochmodernen Forschungseinrichtung zum Aufbau des „Embedded Systems Integration Campus“ (von französisch Campus d’Intégration des Systèmes Embarqués, CISE). Es wurde 2012 eingeweiht. Dieses Zentrum, das elektrischen Systemen und Mechatronik gewidmet ist, verstärkt das Spektrum der Forschungs- und Lehrkapazitäten sowohl von ESIGELEC als auch von IRSEEM.
Das Kolleg ist Mitglied der UGEI.